# Casinaria graciliventris
Casinaria graciliventris là một loài tò vò trong họ Ichneumonidae.